# مضادات الطفيليات الخارجية
مُضادات الطُفيليات الخارِجية (بالإنجليزية: Ectoparasiticide)‏ هيَ أَدوية مُضادة للطُفيليات تُستخدم في علاج عدوى الطُفيليات الخارِجية، حيثُ تستخدم لِقتل الطُفيليات التي تعيش على سَطح الجَسم، ومن الأمثلة عليها: البيرميثرين، وَالكِبريت، وَالليندين، وَبنزوات البنزيل، وَالإيفرمكتين، وَالكروتاميتون بالإضافة إلى ثنائي كلورو ثنائي فينيل ثلاثي كلورو الإيثان.

## المَراجع
1. ↑  Taylor MA (مايو 2001). "Recent developments in ectoparasiticides". Vet. J. ج. 161 ع. 3: 253–68. DOI:10.1053/tvjl.2000.0549. PMID:11352483. مؤرشف من الأصل في 2019-07-24.
2. ↑  Tripathi، J.D (2010). Textbook of Pharmacology. Jeypee Publications. ص. 862–863. ISBN:81-8448-085-7.